# M. King Hubbert
Marion King Hubbert (San Saba, Texas, 1903. október 5. – Bethesda, Maryland, 1989. október 11.) geológus, a Shell houstoni kutatóintézetének munkatársa. Több fontos eredményt ért el a geológia és a geofizika területén. Nevéhez fűződik az olajtermelés időbeli alakulását egy adott területen modellező, haranggörbéhez hasonló, logisztikus eloszlású görbe, az ún. Hubbert-görbe, az olajhozamcsúcs elméletének egyik központi eleme.
1956-ban tett jóslata miatt, miszerint az Amerikai Egyesült Államok olajtermelése 1970 körül fog tetőzni, az olajipar sok szakértője kigúnyolta, ám az idő végül őt igazolta, az USA 1971-ben érte el kőolaj-kitermelésének maximumát.

## Életrajz
A texasi San Saba-ban született. Tanulmányait a Chicagói Egyetemen folytatta, ahol geológiát, matematikát és fizikát tanult. B.S fokozatot 1926-ban, M.S.-t 1928-ban, PhD-t pedig 1937-ben szerzett. PhD tanulmányai alatt az Amerada olajtársaság geológus asszisztenseként dolgozott. 1943-tól 1964-ig a Shell Oil Company alkalmazottja, ezután 1976-os nyugdíjba vonulásáig a United States Geological Survey kutató fizikusa volt.
A Stanford Egyetemen geológiát és geofizikát tanított 1963-tól 1968-ig, Berkeleyben, a Kaliforniai Egyetemen pedig 1973-tól 1976-ig.
A technokrata mozgalom aktív tagja, a '30-as években alakult Technocracy Incorporated szervezet egyik alapítója volt.

## Kutatómunka

Az Egyesült Államok tényleges kőolajtermelése (fekete) és Hubbert 1956-os előrejelzése (kék)

Több fontos geofizikai eredményt ért el. Matematikailag modellezte a földkéregben található kőzet képlékenységét, azaz, hogy az a nagy nyomás alatt az agyaghoz hasonlóan viselkedik. Tanulmányozta a föld alatti folyadékok áramlását is.
Legismertebb kutatásai a kőolajmezők és földgázlelőhelyek kapacitásának becsléséhez kapcsolódnak. Előrejelzései alapján bármely adott földrajzi területet tekintve, az egyes olajmezőktől a teljes bolygóig, a kőolajkitermelés időbeli változása egy haranggörbére emlékeztető görbét, a logisztikus eloszlás görbéjét  fogja követni.
Az erre az elméletre alapuló cikkét 1956-ban ismertette a San Antonióban az American Petrol Institute (Amerikai Kőolajintézet) előtt. Ebben azt jósolta, hogy az Amerikai Egyesült Államok teljes kőolajtermelése az 1960-as évek vége és az 1970-es évek eleje között fog tetőzni. Jóslata 1970-ben valóra is vált.
A modelljében használt görbe Hubbert-görbeként, csúcsa pedig Hubbert-csúcsként, illetve általános formában olajhozamcsúcsként ismert.